# Danh sách Chủ tịch Hội đồng nhân dân tỉnh Việt Nam nhiệm kỳ 2011–2016
Dưới đây là danh sách Chủ tịch Hội đồng nhân dân các tỉnh và thành phố trực thuộc trung ương của Việt Nam nhiệm kì 2011-2016. Tất cả đều là Đảng viên Đảng Cộng sản Việt Nam.

## Danh sách
- tái đắc cử từ nhiệm kì trước (2004-2011)
- tái đắc cử nhiệm kì sau (2016-2021)
- tái đắc cử từ nhiệm kì trước và tái đắc cử nhiệm kì sau

| Tỉnh/TP           | Họ và tên            | Năm sinh | Quê quán       | Nhiệm kì                | Ghi chú                                                               |
| ----------------- | -------------------- | -------- | -------------- | ----------------------- | --------------------------------------------------------------------- |
| TP Hà Nội         | Ngô Thị Doãn Thanh   | 1957     | Hà Nội         | 11/11/2006 - 25/5/2015  |                                                                       |
| TP Hà Nội         | Nguyễn Thị Bích Ngọc | 1961     | Hà Nội         | 25/5/2015 - 9/12/2020   |                                                                       |
| TP Hồ Chí Minh    | Nguyễn Thị Quyết Tâm | 1958     | Tây Ninh       | 22/6/2011 - 31/12/2018  |                                                                       |
| TP Hải Phòng      | Nguyễn Văn Thành     | 1957     | Ninh Bình      | 21/6/2011 - 8/12/2014   |                                                                       |
| TP Hải Phòng      | Dương Anh Điền       | 1955     | Hải Phòng      | 8/12/2014 - 29/6/2016   |                                                                       |
| TP Đà Nẵng        | Nguyễn Bá Thanh      | 1953     | Đà Nẵng        | 23/7/2003 - 1/4/2013    |                                                                       |
| TP Đà Nẵng        | Trần Thọ             | 1956     | Đà Nẵng        | 1/4/2013 - 16/6/2016    |                                                                       |
| TP Cần Thơ        | Nguyễn Hữu Lợi       | 1954     |                | 16/6/2011 - 26/2/2014   | [ 1 ] [ 2 ]                                                           |
| TP Cần Thơ        | Phạm Văn Hiểu        | 1964     | Cần Thơ        | 9/7/2014 - nay          |                                                                       |
| An Giang          | Phan Văn Sáu         | 1959     | Đồng Tháp      | 10/6/2011 -             | Ủy viên Trung ương Đảng                                               |
| An Giang          | Võ Anh Kiệt          | 1960     | Đồng Tháp      | 17/3/2016 - 29/10/2020  | [ 3 ]                                                                 |
| Bà Rịa - Vũng Tàu | Nguyễn Hồng Lĩnh     | 1964     | Long An        | 21/6/2011 - 29/10/2020  | Ủy viên dự khuyết Trung ương Đảng                                     |
| Bạc Liêu          | Võ Văn Dũng          | 1960     | Bạc Liêu       | 20/6/2011 - 10/12/2015  | Ủy viên Trung ương Đảng                                               |
| Bạc Liêu          | Lê Thị Ái Nam        | 1963     | Bạc Liêu       | 10/12/2015 - nay        |                                                                       |
| Bắc Giang         | Thân Văn Khoa        | 1958     | Bắc Giang      | 8/12/2010 - 11/12/2015  | [ 4 ] [ 5 ]                                                           |
| Bắc Giang         | Bùi Văn Hải          | 1960     | Bắc Giang      | 11/12/2015 - nay        |                                                                       |
| Bắc Kạn           | Hà Văn Khoát         | 1955     | Bắc Kạn        | 21/6/2011 - 28/2/2015   | [ 6 ]                                                                 |
| Bắc Kạn           | Nguyễn Văn Du        | 1960     | Bắc Kạn        | 26/3/2015 - 11/12/2020  |                                                                       |
| Bắc Ninh          | Nguyễn Sỹ            |          |                | 14/4/2011 - 24/4/2015   |                                                                       |
| Bắc Ninh          | Nguyễn Nhân Chiến    | 1960     | Bắc Ninh       | 24/4/2015 - 28/6/2016   |                                                                       |
| Bến Tre           | Võ Thành Hạo         | 1959     | Bến Tre        | 17/6/2011 - 26/7/2013   |                                                                       |
| Bến Tre           | Nguyễn Thành Phong   | 1962     | Bến Tre        | 26/7/2013 - 22/5/2015   | Ủy viên Trung ương Đảng                                               |
| Bến Tre           | Võ Thành Hạo         | 1959     | Bến Tre        | 22/5/2015 - 9/1/2019    |                                                                       |
| Bình Dương        | Vũ Minh Sang         |          |                | 21/5/2004 - 11/11/2013  |                                                                       |
| Bình Dương        | Phạm Văn Cành        | 1958     | Bình Dương     | 11/11/2013 - 1/12/2018  |                                                                       |
| Bình Định         | Nguyễn Thanh Tùng    | 1960     | Bình Định      | 20/6/2011 - 6/12/2020   |                                                                       |
| Bình Phước        | Nguyễn Tấn Hưng      | 1955     |                | 19/12/2007 - 30/6/2016  |                                                                       |
| Bình Thuận        | Nguyễn Mạnh Hùng     | 1960     | Hà Tĩnh        | 20/6/2011 - 3/12/2020   |                                                                       |
| Cà Mau            | Bùi Công Bửu         |          |                | 16/6/2011 - 31/12/2015  | [ 7 ]                                                                 |
| Cao Bằng          | Hà Ngọc Chiến        | 1957     | Cao Bằng       | 6/2004 - 5/2015         |                                                                       |
| Cao Bằng          | Nguyễn Hoàng Anh     | 1963     | Hải Phòng      | 27/5/2015 - 1/7/2016    |                                                                       |
| Đắk Lắk           | Niê Thuật            | 1956     | Đắk Lắk        | - 2/12/2015             |                                                                       |
| Đắk Lắk           | Y Biêr Niê           | 1963     | Đắk Lắk        | 2/12/2015 - nay         |                                                                       |
| Đắk Nông          | Điểu K'Ré            | 1968     | Đắk Nông       | 17/6/2011 - 1/7/2016    | Ủy viên dự khuyết Trung ương Đảng                                     |
| Điện Biên         | Nguyễn Thanh Tùng    | 1954     | Hà Nội         | 21/6/2011 - 30/9/2014   | [ 9 ]                                                                 |
| Đồng Nai          | Trần Văn Tư          | 1958     | Đồng Nai       | 10/6/2011 - 15/6/2016   |                                                                       |
| Đồng Tháp         | Lê Vĩnh Tân          | 1958     | Đồng Tháp      | 19/11/2010 - 30/12/2013 |                                                                       |
| Đồng Tháp         | Đoàn Quốc Cường      | 1956     |                | 28/4/2014 - 30/12/2015  |                                                                       |
| Đồng Tháp         | Lê Minh Hoan         | 1961     | Đồng Tháp      | 1/2016 - 6/2016         |                                                                       |
| Gia Lai           | Phạm Đình Thu        |          |                | 28/8/2007 - 10/12/2015  | [ 10 ] [ 11 ]                                                         |
| Gia Lai           | Dương Văn Trang      | 1961     | Quảng Ngãi     | 10/12/2015 - 30/5/2020  |                                                                       |
| Hà Giang          | Vương Mí Vàng        | 1958     | Hà Giang       | 28/6/2011 - 10/12/2015  | [ 12 ]                                                                |
| Hà Giang          | Triệu Tài Vinh       | 1968     | Hà Giang       | 10/12/2015 - 29/6/2016  | Ủy viên Trung ương Đảng                                               |
| Hà Nam            | Trần Xuân Lộc        |          |                | 8/12/2010 - 20/11/2014  | [ 13 ] [ 14 ]                                                         |
| Hà Nam            | Mai Tiến Dũng        | 1959     | Hà Nam         | 20/11/2014 - 2/7/2016   |                                                                       |
| Hà Tĩnh           | Nguyễn Thanh Bình    | 1957     | Hà Tĩnh        | 6/2007 - 2/2015         |                                                                       |
| Hà Tĩnh           | Võ Kim Cự            | 1957     | Hà Tĩnh        | 8/5/2015 -              | [ 15 ]                                                                |
| Hà Tĩnh           | Lê Đình Sơn          | 1960     | Hà Tĩnh        | 21/4/2016 - 6/12/2020   |                                                                       |
| Hải Dương         | Bùi Thanh Quyến      | 1956     | Hải Dương      | - 9/12/2015             |                                                                       |
| Hải Dương         | Nguyễn Mạnh Hiển     | 1960     | Hải Dương      | 9/12/2015 - nay         |                                                                       |
| Hậu Giang         | Đinh Văn Chung       |          |                | - 2/12/2015             |                                                                       |
| Hậu Giang         | Huỳnh Thanh Tạo      | 1961     | Hậu Giang      | 2/12/2015 - 10/11/2020  |                                                                       |
| Hòa Bình          | Nguyễn Văn Quang     | 1959     | Hòa Bình       | 22/6/2011 - 15/4/2014   |                                                                       |
| Hòa Bình          | Bùi Văn Tỉnh         | 1958     | Hòa Bình       | 15/4/2014 - 20/6/2016   |                                                                       |
| Hưng Yên          | Nguyễn Văn Cường     |          |                | 7/2010 - 31/3/2013      |                                                                       |
| Hưng Yên          | Nguyễn Văn Thông     | 1956     | Hưng Yên       | 23/7/2013 - 8/12/2015   | Ủy viên Trung ương Đảng                                               |
| Hưng Yên          | Đỗ Tiến Sỹ           | 1965     | Hưng Yên       | 8/12/2015 - 29/6/2016   |                                                                       |
| Khánh Hòa         | Lê Thanh Quang       | 1960     | Khánh Hòa      | 15/7/2009 - 14/6/2016   |                                                                       |
| Kiên Giang        | Nguyễn Thanh Sơn     | 1960     | Kiên Giang     | 21/6/2011 - 7/7/2015    | Ủy viên Trung ương Đảng                                               |
| Kiên Giang        | Đặng Tuyết Em        | 1960     | Kiên Giang     | 7/7/2015 - 6/11/2020    |                                                                       |
| Kon Tum           | Hà Ban               | 1957     | Quảng Nam      | 22/6/2011 - 23/4/2015   |                                                                       |
| Kon Tum           | Nguyễn Văn Hùng      | 1964     | Quảng Nam      | 23/4/2015 - 30/5/2020   | Bí thư Tỉnh ủy                                                        |
| Lai Châu          | Giàng Páo Mỷ         | 1963     | Lai Châu       | 8/2008 - 29/6/2016      |                                                                       |
| Lạng Sơn          | Phùng Thanh Kiểm     | 1958     | Lạng Sơn       | 20/6/2011 - 30/6/2016   | Ủy viên Trung ương Đảng                                               |
| Lào Cai           | Phạm Văn Cường       | 1957     | Yên Bái        | 22/6/2011 -             |                                                                       |
| Lào Cai           | Nguyễn Văn Vịnh      | 1960     | Yên Bái        | 10/12/2015 - 9/11/2020  |                                                                       |
| Lâm Đồng          | Nguyễn Xuân Tiến     | 1958     | Thừa Thiên Huế | 12/2007 - 7/9/2011      |                                                                       |
| Lâm Đồng          | Huỳnh Đức Hòa        | 1954     |                | 7/9/2011 - 31/7/2014    |                                                                       |
| Lâm Đồng          | Nguyễn Xuân Tiến     | 1958     | Thừa Thiên Huế | 17/11/2014 - 2/7/2016   |                                                                       |
| Long An           | Đặng Văn Xướng       | 1958     | Long An        | 21/6/2010 - 10/12/2015  |                                                                       |
| Long An           | Phạm Văn Rạnh        | 1960     | Long An        | 10/12/2015 - 11/11/2020 |                                                                       |
| Nam Định          | Phạm Hồng Hà         | 1958     | Nam Định       | 17/6/2011 - 14/4/2015   | Ủy viên Trung ương Đảng                                               |
| Nam Định          | Trần Văn Chung       | 1962     | Nam Định       | 14/4/2015 - nay         |                                                                       |
| Nghệ An           | Trần Hồng Châu       |          |                | 4/12/2009 - 18/12/2015  | Phó Bí thư thường trực                                                |
| Nghệ An           | Hồ Đức Phớc          | 1963     | Nghệ An        | 18/12/2015 - 29/6/2016  | Bí thư Tỉnh ủy                                                        |
| Ninh Bình         | Nguyễn Tiến Thành    | 1958     | Ninh Bình      | 23/12/2010 - 16/6/2016  | Phó Bí thư thường trực                                                |
| Ninh Thuận        | Nguyễn Chí Dũng      | 1960     | Hà Tĩnh        | 21/6/2011 - 2014        | Ủy viên Trung ương Đảng                                               |
| Ninh Thuận        | Nguyễn Đức Thanh     | 1962     | Hà Tĩnh        | 30/5/2014 - nay         |                                                                       |
| Phú Thọ           | Nguyễn Doãn Khánh    | 1956     | Phú Thọ        | 20/6/2011 - 5/4/2013    |                                                                       |
| Phú Thọ           | Hoàng Dân Mạc        | 1958     | Phú Thọ        | 5/4/2013 - 11/12/2018   |                                                                       |
| Phú Yên           | Huỳnh Tấn Việt       | 1962     | Phú Yên        | 20/6/2011 - 16/11/2020  |                                                                       |
| Quảng Bình        | Lương Ngọc Bính      | 1955     | Quảng Bình     | 5/2004 - 12/2015        |                                                                       |
| Quảng Bình        | Hoàng Đăng Quang     | 1961     | Quảng Bình     | 24/6/2016 - 20/11//2020 |                                                                       |
| Quảng Nam         | Nguyễn Văn Sỹ        |          |                | 9/6/2011 - 11/7/2014    | Phó Bí thư thường trực                                                |
| Quảng Nam         | Nguyễn Ngọc Quang    | 1958     | Đà Nẵng        | 11/7/2014 - 10/7/2019   | Phó Chủ tịch UBND tỉnh                                                |
| Quảng Ngãi        | Phạm Minh Toản       | 1953     |                | 10/2006 - 12/2013       | [ 16 ]                                                                |
| Quảng Ngãi        | Trần Ngọc Căng       | 1960     | Quảng Ngãi     | 10/6/2014 - 15/9/2015   | Phó Bí thư Tỉnh ủy                                                    |
| Quảng Ngãi        | Lê Viết Chữ          | 1963     | Quảng Ngãi     | 15/9/2015 - 30/6/2016   | Bí thư Tỉnh ủy                                                        |
| Quảng Ninh        | Nguyễn Đức Long      | 1959     | Quảng Ninh     | 20/6/2011 - 20/4/2015   | Phó Bí thư Tỉnh ủy                                                    |
| Quảng Ninh        | Nguyễn Văn Đọc       | 1959     | Hải Phòng      | 20/4/2015 - 5/7/2019    | Bí thư Tỉnh ủy                                                        |
| Quảng Trị         | Lê Hữu Phúc          | 1954     | Quảng Trị      | 10/6/2009 - 30/6/2016   | Ủy viên Trung ương Đảng, Bí thư Tỉnh ủy                               |
| Sóc Trăng         | Mai Khương           | 1957     |                | 20/6/2011 - 10/12/2015  | Phó Chủ tịch HĐND tỉnh                                                |
| Sóc Trăng         | Lâm Văn Mẫn          | 1970     | Sóc Trăng      | 10/12/2015 - nay        | Ủy viên dự khuyết Trung ương Đảng, Phó Bí thư, Phó Chủ tịch UBND tỉnh |
| Sơn La            | Hoàng Văn Chất       | 1959     | Nam Định       | 8/7/2011 - 28/8/2019    | Phó Bí thư thường trực                                                |
| Tây Ninh          | Võ Hùng Việt         |          |                | 20/6/2011 - 6/11/2015   | Phó Chủ tịch thường trực UBND tỉnh                                    |
| Tây Ninh          | Trần Lưu Quang       | 1967     | Tây Ninh       | 6/11/2015 - 1/7/2016    | Ủy viên dự khuyết Trung ương Đảng, Bí thư Tỉnh ủy                     |
| Thái Bình         | Nguyễn Hạnh Phúc     | 1959     | Thái Bình      | 21/6/2011 - 14/11/2011  | Ủy viên Trung ương Đảng, Bí thư Tỉnh ủy                               |
| Thái Bình         | Nguyễn Hồng Diên     | 1965     | Thái Bình      | 14/11/2011 - 6/3/2015   | Phó Bí thư thường trực                                                |
| Thái Bình         | Phạm Văn Sinh        | 1958     | Thái Bình      | 6/3/2015 - 31/12/2015   | Bí thư Tỉnh ủy                                                        |
| Thái Bình         | Đặng Trọng Thăng     | 1960     | Thái Bình      | 31/12/2015 - 30/7/2018  | Phó Bí thư thường trực                                                |
| Thái Nguyên       | Vũ Hồng Bắc          | 1961     | Thái Bình      | 22/6/2011 - 9/12/2015   | Phó Chủ tịch UBND tỉnh                                                |
| Thái Nguyên       | Bùi Xuân Hòa         | 1962     | Vĩnh Phúc      | 9/12/2015 - 10/12/2020  | Phó Bí thư thường trực                                                |
| Thanh Hóa         | Mai Văn Ninh         | 1957     | Thanh Hóa      | 6/12/2010 - 30/12/2014  | Bí thư Tỉnh ủy                                                        |
| Thanh Hóa         | Trịnh Văn Chiến      | 1960     | Thanh Hóa      | 30/12/2014 - 6/12/2020  | Bí thư Tỉnh ủy                                                        |
| Thừa Thiên Huế    | Nguyễn Ngọc Thiện    | 1959     | Thừa Thiên Huế | 20/4/2010 - 10/2014     | Phó Bí thư thường trực                                                |
| Thừa Thiên Huế    | Lê Trường Lưu        | 1963     | Thừa Thiên Huế | 24/10/2014 - 29/6/2016  | Phó Bí thư, Phó Chủ tịch UBND                                         |
| Tiền Giang        | Nguyễn Văn Danh      | 1962     | Tiền Giang     | 23/7/2010 - nay         | Phó Bí thư thường trực                                                |
| Trà Vinh          | Dương Hoàng Nghĩa    | 1954     | Trà Vinh       | 15/9/2010 - 4/8/2014    | Trưởng Ban Tuyên giáo Tỉnh ủy                                         |
| Trà Vinh          | Sơn Thị Ánh Hồng     | 1963     | Trà Vinh       | 4/8/2014 - 22/6/2016    | Phó Chủ tịch UBND tỉnh                                                |
| Tuyên Quang       | Nguyễn Sáng Vang     | 1957     | Tuyên Quang    | 21/6/2011 - 14/5/2015   | Ủy viên Trung ương Đảng, Bí thư Tỉnh ủy                               |
| Tuyên Quang       | Chẩu Văn Lâm         | 1967     | Tuyên Quang    | 14/5/2015 - 29/6/2016   | Bí thư Tỉnh ủy                                                        |
| Vĩnh Long         | Phạm Văn Lực         | 1954     | Vĩnh Long      | 20/6/2011 - 9/12/2014   | Phó Bí thư thường trực                                                |
| Vĩnh Long         | Trương Văn Sáu       | 1959     | Vĩnh Long      | 9/12/2014 - 31/5/2019   | Phó Bí thư Tỉnh ủy                                                    |
| Vĩnh Phúc         | Phạm Văn Vọng        | 1957     | Vĩnh Phúc      | 21/6/2011 - 24/4/2015   | Ủy viên Trung ương Đảng, Bí thư Tỉnh ủy                               |
| Vĩnh Phúc         | Hoàng Thị Thúy Lan   | 1966     | Vĩnh Phúc      | 24/4/2015 - 28/6/2016   | Bí thư Tỉnh ủy                                                        |
| Yên Bái           | Đào Ngọc Dung        | 1962     | Hà Nam         | 20/6/2011 - 19/12/2011  | Ủy viên Trung ương Đảng, Bí thư Tỉnh ủy                               |
| Yên Bái           | Dương Văn Thống      | 1961     | Yên Bái        | 19/12/2011 - 30/6/2016  | Phó Bí thư thường trực                                                |